# Henri Chaumont
Henri Louis Joseph Chaumont, né à Paris le 11 décembre 1838 et mort à Paris le 15 mai 1896, est un prêtre catholique français, fondateur de différentes œuvres de spiritualité salésienne, y compris de congrégations.

## Biographie
Henri Chaumont naît en 1838 dans une famille pieuse. C'est un fils spirituel de Mgr de Ségur dont il a fait la connaissance après sa première communion qui a lieu le 21 juin 1850. Henri Chaumont entre au petit séminaire de Versailles en 1855, puis en 1859 au séminaire d'Issy-les-Moulineaux et enfin à Saint-Sulpice, où il découvre la personnalité et l'oeuvre de saint François de Sales. 
Il est ordonné prêtre le 18 janvier 1864 pour l'archidiocèse de Paris et devient vicaire à la paroisse Saint-Marcel, dans un quartier d'ouvriers et de petits commerçants. Il se lance alors dans un apostolat orienté vers les catégories populaires. Tout en participant aux différentes œuvres de la paroisse, il fonde avec son père Pierre Chaumont et son frère Ernest Chaumont l'Œuvre de la doctrine chrétienne qui s'adresse notamment aux chiffonniers. Il constitue aussi un groupe de femmes qu'il veut mettre à l’école de saint François de Sales. Avant tout, il passe de longs moments à confesser et à assurer la direction spirituelle de nombreuses personnes, tâche à laquelle il sera fidèle toute sa vie. 
En 1869, il est nommé dans une paroisse de Paris appartenant à un quartier aristocratique et bourgeois, la paroisse Sainte-Clotilde. Le 15 octobre 1872, il fonde avec une de ses paroissiennes, Caroline Carré de Malberg, la Société des Filles de Saint François de Sales dont la branche missionnaire devient la congrégation des Salésiennes missionnaires de Marie Immaculée, tandis que l'Association des Filles de saint François de Sales est destinée aux laïques. 
En 1874, il quitte le ministère paroissial pour se consacrer à la tâche de premier aumônier des frères des écoles chrétiennes, ce qui lui permet d'avoir plus de temps pour s'occuper de ses fondations. Le 18 septembre 1876, il fonde une union pieuse de spiritualité salésienne destinée aux prêtres diocésains, la Société des prêtres de saint François de Sales, proposant une formation et des exercices spirituels quotidiens, hebdomadaires et mensuels, mettant en valeur l'union au Christ par le devoir d'état et la contemplation dans l'accomplissement des tâches habituelles; celle-ci comptera plusieurs membres éminents dont l'évêque de Strasbourg, Mgr Charles Ruch (1873-1945), ou le cardinal Tisserant (1884-1972).

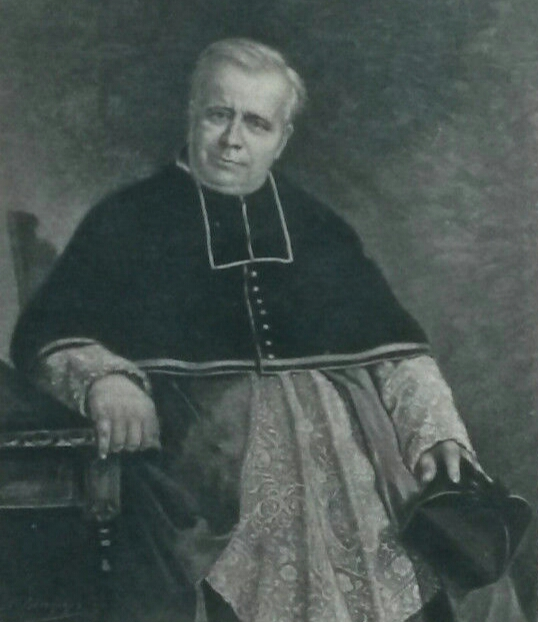
L'abbé Chaumont à la fin de sa vie.

En novembre 1876, l'abbé Chaumont fonde la Société des Fils de saint François de Sales destinée aux hommes de toute condition, puis l'œuvre de Saint Benoit Labre, le Syndicat des employés du commerce et de l’industrie. En 1877, saint François de Sales est nommé docteur de l'Église. L'époque qui voit commencer l'affrontement des opportunistes et des radicaux républicains minoritaires contre les catholiques majoritaires (qui sont alors presque tous de sensibilité monarchiste ou bonapartiste) avec le début des lois anticatholiques de la IIIe République nécessite une meilleure collaboration entre les laïcs et les prêtres moins libres de leurs mouvements. C'est dans cet esprit que la méthode salésienne et sa spiritualité deviennent d'actualité.
En 1890, le cardinal Richard le nomme chanoine honoraire afin qu'il puisse se consacrer à ses œuvres. Caroline Carré de Malberg meurt en 1891 dans sa propriété de Lorry-lès-Metz en Lorraine annexée. L'abbé Chaumont meurt épuisé en 1896.

## Quelques œuvres
- De la direction des Filles de Saint François de Sales, édition revue et complétée par le Directeur général de la Société des Filles de Saint François de Sales., Rome, Tipografia Ouggiani, 1932. In-8°, 206 pages
- Notes explicatives sur l'Introduction à la vie dévote, recueillies des instructions de l'abbé H. Chaumont, In-18, 523 pages, Paris, 2e édition, impr. de J. Mersch, 1902
- La Première Mère de la société des Filles de St François de Sales (Mme Carré de Malberg), In-8°, XIV-595 pages, portr., Paris, éd. Société des filles de St François de Sales, 1894
- L'Abbé Charles Gabiller et la Société de Saint Benoît-Joseph Labre, In-12, 24 pages, portr., Paris, Impr. de J. Mersch, 1887
- Manuel de l'institutrice chrétienne. Sujets de méditation pour l'aider à remplir son importante mission, 2e édition In-16, 314 pages, Paris, éd. R. Haton, 1886
- Mgr de Ségur, directeur des âmes, Tome Ier (-IIe) 2 vol. in-8°, Paris, éd. R. Haton, 1884
- L'Éducation, ses difficultés et son but. Ouvrage faisant suite au "Gouvernement d'une maison chrétienne", In-8°, XVI-592 pages, Paris, éd. Palmé, 1877
- Du Gouvernement d'une maison chrétienne, In-8°, XXIII-476 pages, Paris, éd. Palmé, 1875

## Bibliographie

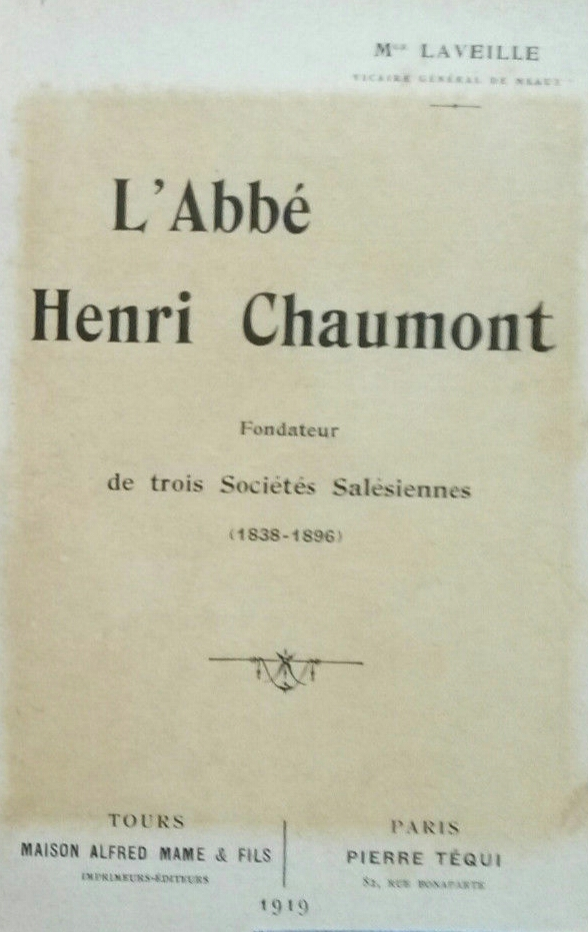
L'Abbé Henri Chaumont par Mgr Laveille, 1919